# Rahlstedt
Rahlstedt (en baix alemany Rahlsteed) és un barri del bezirk d'Wandsbek a la ciutat estat d'Hamburg a Alemanya. El 2015 tenia 88.865 habitants sobre una superfície de 26,6 km². És regat pels rius Wandse, Rahlau, Stellau, Neurahlstedter Graben i Stellmoorer Quellfluss. Té una estació a la línia de rodalies RB81 Hamburg-Bad Oldesloe.
El nom prové de l'antic baix alemany Radolvestede que és un mot compost d'un nom, Radolf, i del sufix d'origen saxò -stede que significa assentament. El nom apareix per a primera vegada l'any 1248. El 1864, després de la Guerra dels Ducats Slesvig-Holstein va ser anexionat per Prússia. Amb la primera reforma administrativa prussiana, els quatre pobles Alt Rahlstedt (Olen Rahlsteed), Neu Rahlstedt (Nien Rahlsteed o Lütten Rahlsteed), Meiendorf (Meiendörp) i Oldenfelde (Ollenfell) van ser incorporats al districte de Stormarn.

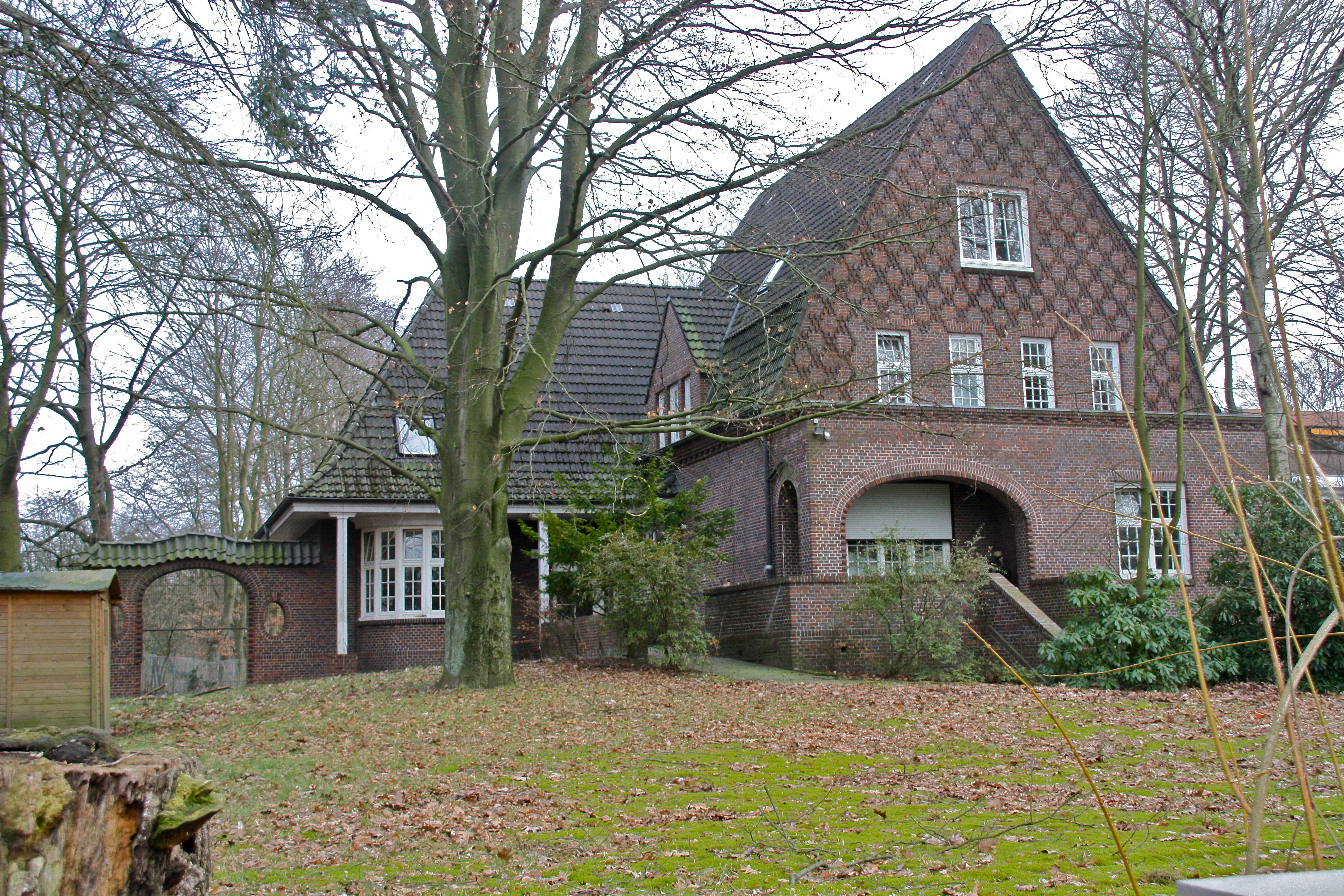
Vil·la al carrer Amtstrasse

A l'inici del segle xx va esdevenir un lloc d'estiveig de la gent benestant d'Hamburg que hi va construir vil·les modernistes de les quals moltes encara avui als carrers centrals del poble. El 1927 van fusionar per formar el municipi de Rahlstedt. El 1937 per la Llei de l'àrea metropolitana d'Hamburg del govern nazi, va fusionar amb Hamburg. Després de la Segona Guerra Mundial va acollir molts refugiats dels antics territoris alemanys enllà de la línia Oder-Neisse. Es van construir barris dormitoris nous en la típica arquitectura ràpida i funcionalista del postguerra com ara Hohenhorst, Rahlstedt-Ost i Grosslohe-Nord. Una nova ona d'immigració va seguir després de la catàstrofe de la marejada del 1962 que va fer malbé moltes cases als barris baixos prop de l'Elba. Quan l'exèrcit alemany va tancar les seves casernes (Boehn-Kaserne i Graf-Goltz-Kaserne) el 1992, aviat es van urbanitzar i la població va atènyer els 85.000 habitants. S'hi troba la Hamburger Münze, una de les cinc seques d'Alemanya on s'escunyen les monedes de l'euro.

## Llocs d'interès
- Església d'Alt Rahlstedt amb campanar d'entramat de fusta, de la qual les parts més antigues daten del segle xiii.
- Les vil·les modernistes molt ben conservades
- Les reserves naturals d'Höltigbaum (260 hectàrees), protegit des del 1998[5] i del Stellmoorer Tunneltal (202 hectàrees), protegida des del 1986 i eixamplat el 1993, parcialment accessibles.[6]
- El Cementiri de Rahlstedt (Rahlstedter Friedhof), creat el 1829

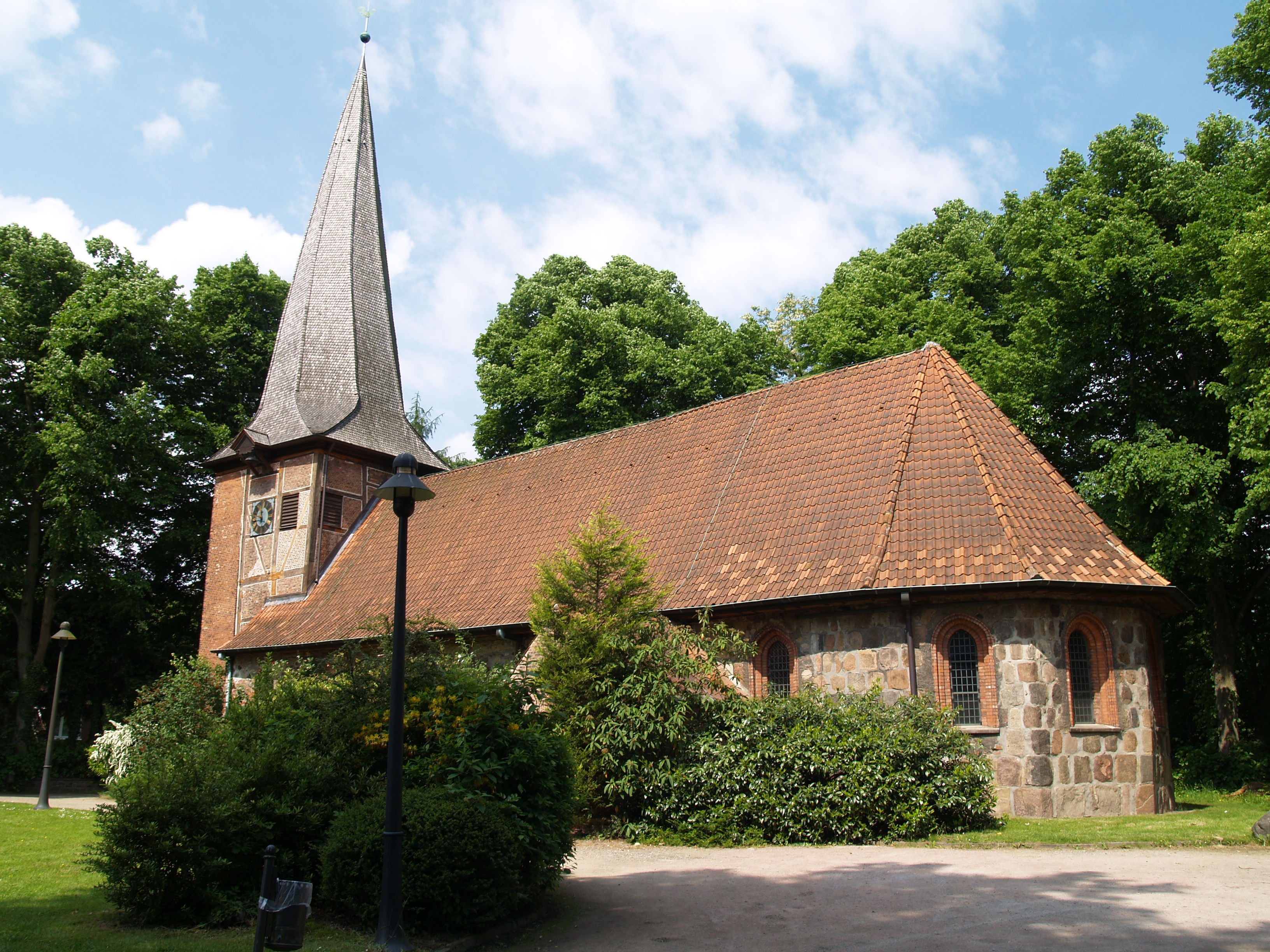
Església d'Alt Rahlstedt
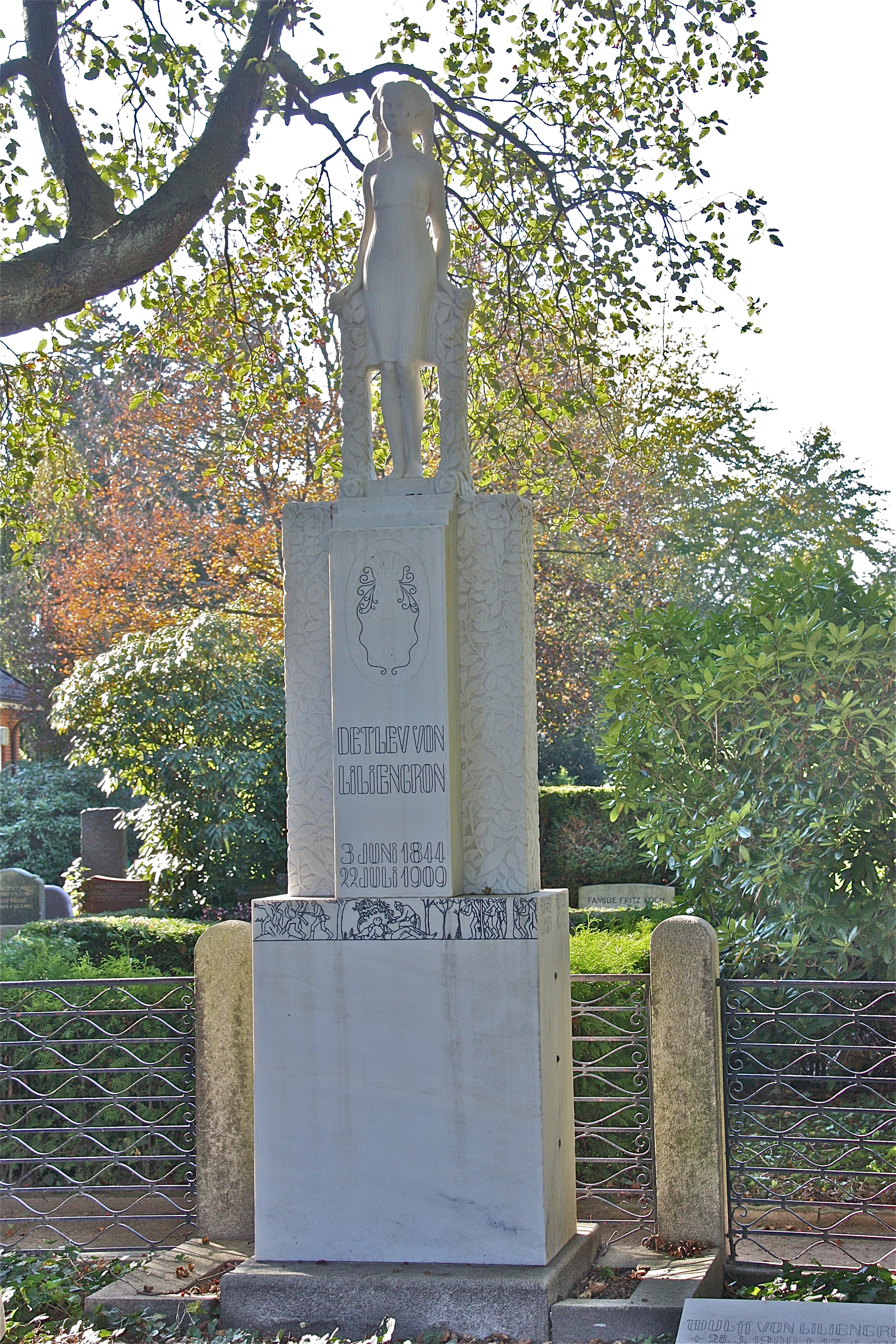
Sepultura de l'escriptor Detlev von Liliencron al cementiri de Rahlstedt
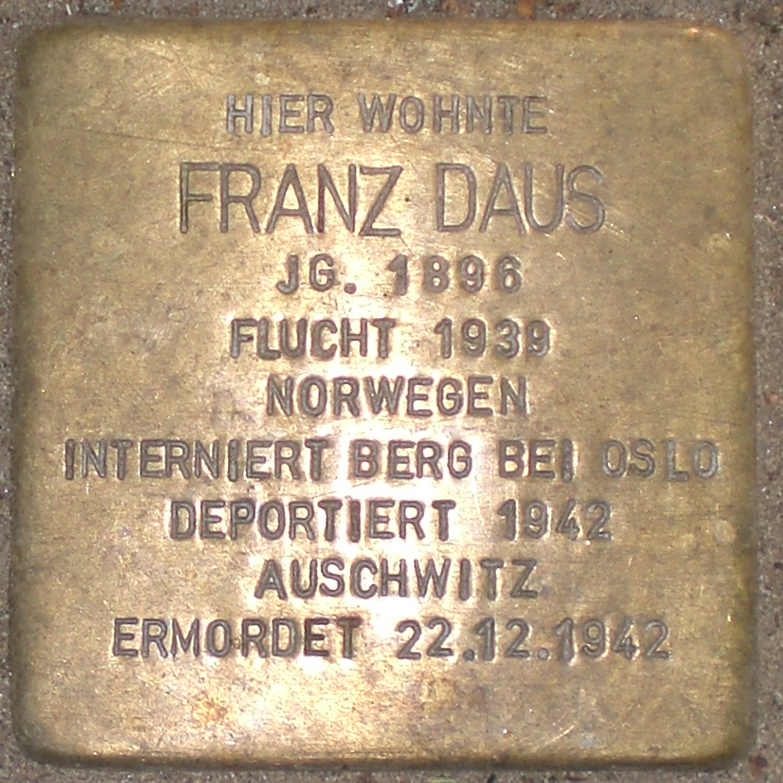
Stolperstein de Franz Daus (1896-1942)
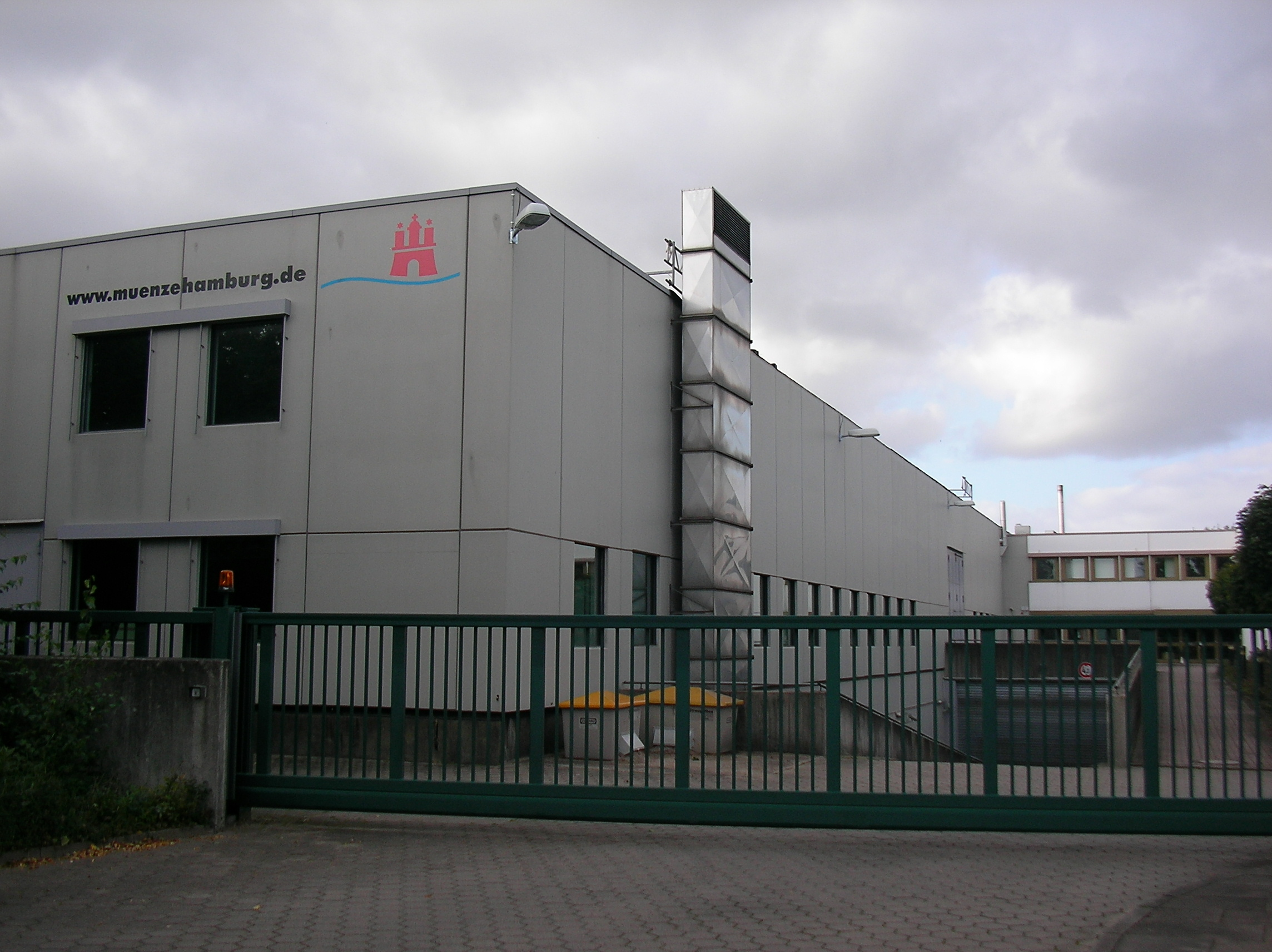
La seca d'Hamburg

## Persones
- Leo Brawand (1924−2009), cofundador i redactor en cap del setmanari Der Spiegel.
- Margarethe Deinert (1893-1995), escriptora de novel·les juvenils
- Detlev von Liliencron (1844-1909), poeta alemany que va viure a Alt Rahlstedt del 1901 fins a la seva mort el 1909.
- Nena (1960-…), nom d'artista de Gabriele Kerner, cantant coneguda per la seva canço 99 Luftballons
- August Nissen (1874-1955) arquitecte que va designar moltes vil·les del poble